# Uramba mus
Uramba mus är en kräftdjursart som först beskrevs av Gustav Budde-Lund 1898.  Uramba mus ingår i släktet Uramba och familjen Porcellionidae. Inga underarter finns listade i Catalogue of Life.